# Smuga cienia
Pour plus de détails, voir Fiche technique et Distribution.
Smuga cienia est un film polonais réalisé par Andrzej Wajda, sorti en 1976.
C'est l'adaptation du roman La Ligne d'ombre (The Shadow-Line) de Joseph Conrad édité en 1917.

## Fiche technique
- Titre original : Smuga cienia
- Réalisation : Andrzej Wajda
- Scénario : Boleslaw Sulik et Andrzej Wajda d'après Joseph Conrad
- Pays d'origine : Pologne
- Format : Couleurs - 35 mm - Mono
- Genre : drame
- Durée : 100 minutes
- Date de sortie : 1976

## Distribution
- Marek Kondrat : Joseph Conrad
- Graham Lines : Burns
- Tom Wilkinson : Ransome
- Bernard Archard : le capitaine Elis
- Martin Wyldeck : le capitaine Giles
- Richard Bartlett (en) : docteur
- Piotr Cieślak : officier
- Zygmunt Hübner : le capitaine Vidara
- Eugeniusz Priwieziencew : Franchy
- Gordon Richardson : docteur
- Stanislaw Tym : Jacobus